# Przewos
Przewos polnisch Przewóz ist ein Ort in der Landgemeinde Czissek (Cisek) im Powiat Kędzierzyńsko-Kozielski der Woiwodschaft Opole (Oppeln) in Polen.

## Geographie
Przewos liegt acht Kilometer südöstlich von Czissek, 15 Kilometer südlich von Kędzierzyn-Koźle und 54 Kilometer südlich von Opole.

## Geschichte

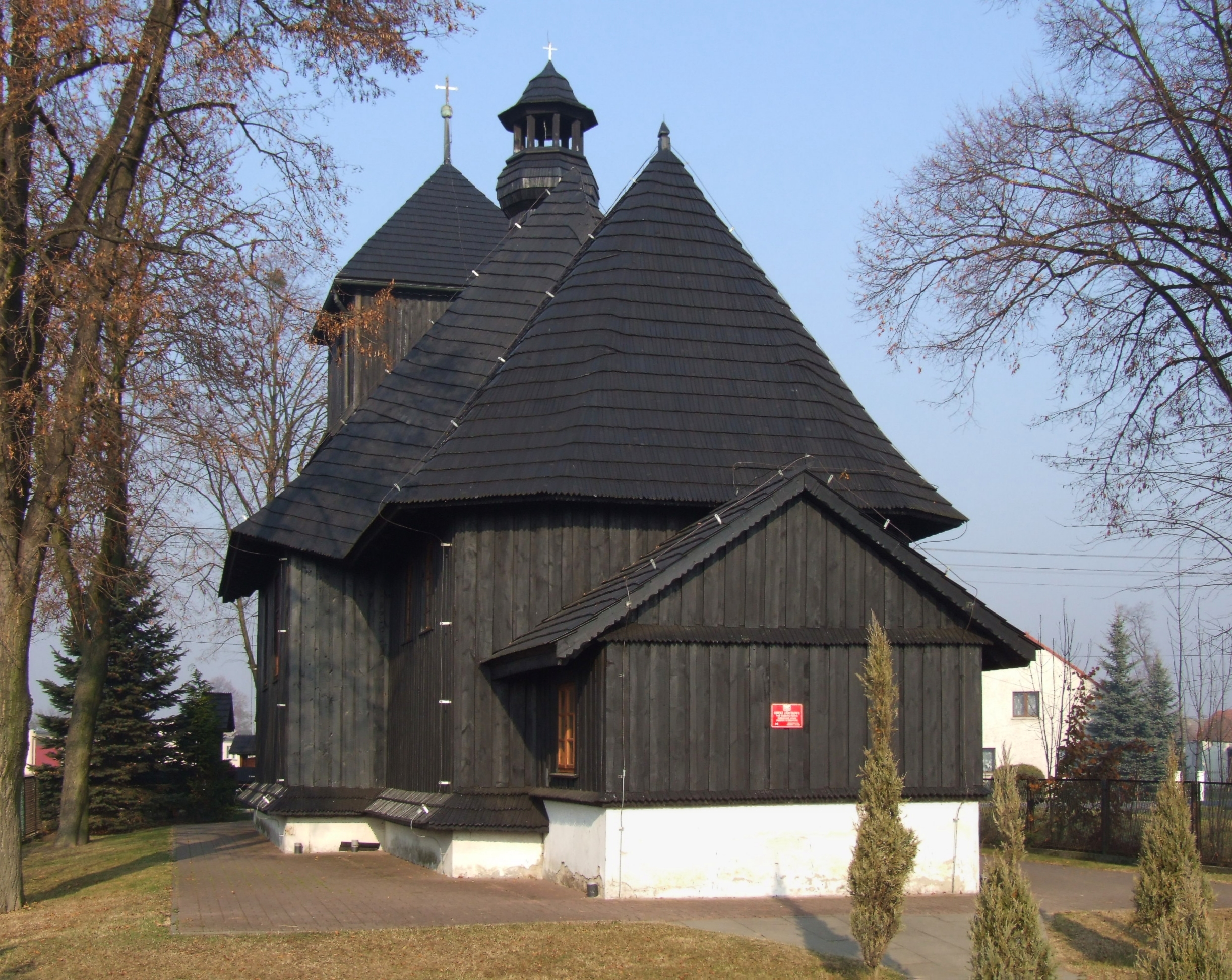
Holzkirche in Przewos

Der Ort wurde 1492 erstmals urkundlich als Prziewoza erwähnt.
Bei der Volksabstimmung am 20. März 1921 stimmten 157 Wahlberechtigte für einen Verbleib bei Deutschland und 232 für Polen. Przewos verblieb beim Deutschen Reich. 1934 wurde der Ort in Fährendorf umbenannt. Bis 1945 befand sich der Ort im Landkreis Cosel.
Infolge des Zweiten Weltkrieges kam der bisher deutsche Ort 1945 unter polnische Verwaltung, wurde in Przewóz umbenannt und der Woiwodschaft Schlesien angeschlossen. 1950 wurde Przewos Teil der Woiwodschaft Opole und 1999 des wiedergegründeten Powiat Kędzierzyńsko-Kozielski. Am 11. Oktober 2007 erhielt der Ort zusätzlich den amtlichen deutschen Ortsnamen Przewos, im September 2008 wurden zweisprachige Ortsschilder aufgestellt.

## Vereine
- Deutscher Freundschaftskreis